# Constanze Hauteville
Constanze Hauteville, auch Costanza Altavilla oder Costanza Altavilla Ziani (* in Süditalien vor 1195; † nach 1231 in Venedig), war durch die Ehe mit Pietro Ziani, der von seiner Wahl am 5. August 1205 bis zu seinem Rücktritt am 26. Februar 1229 Doge von Venedig war, Dogaressa der Republik Venedig. Sie war die Nachfolgerin der ersten Ehefrau des Dogen, der Maria Basilio (später Baseggio), die 1213 starb, wie die Chronik des späteren Dogen Andrea Dandolo vermerkt. Danach heiratete der Doge die Normannin aus Süditalien kurz nach dem Tod seiner ersten Frau, um legitime Kinder zu zeugen. In fortgeschrittenem Alter heiratete Ziani mit Constanze eine der Töchter Tankreds, des letzten Normannenkönigs von Sizilien (1190–1194). Zianis Nachfolger heiratete deren Schwester Valdrada.
Zianis erster Frau, einer Venezianerin namens Maria, der „Maria dukissa“, wie es heißt, schreibt der unbekannte Verfasser der Historia ducum, den Beinamen Basilio zu („Maria dukissa, de domo Basiliorum“). Auch nach der Cronaca Veneta detta Altinate starb die „dukissa“ 1213 und der Doge heiratete erneut. Constanze wäre dementsprechend zur Zeit ihres feierlichen Einzugs in den Dogenpalast mindestens 19 Jahre alt gewesen (S. 188), da sie als Tochter Tankreds spätestens 1194 geboren sein muss.
In der Historia ducum Venetorum heißt es: „de consilio sapientum, quia prole carebat, Constanciam nobilissimam dominam, illustris Tancredi regis Sycilie [filiam duxit uxorem de qua] filium suscepit et filias in senectute sua“. Er heiratete also erneut, weil er mit seiner ersten Frau keine Kinder und somit Erben bekommen hatte.
Mit Constanze hatte er drei Kinder. Der Sohn Marco starb im Februar 1254 im Alter von etwa 30 Jahren. Auch hatte das Paar zwei Töchter. Maria heiratete einen Angehörigen der Familie Barozzi; sie starb vor 1254. Ihre Schwester „Markesina“ heiratete Marco Badoer. Sie war schließlich die Alleinerbin des riesigen Familienvermögens, als sie Witwe wurde. Marchesina wurde recht alt, denn sie lebte noch zu Anfang des 14. Jahrhunderts.
Pompeo Molmenti glaubte 1887 in seinem Werk La dogaressa di Venezia (S. 88–90), „Costanza“ wäre eine Tochter König Tankreds, des letzten normannischen König in Süditalien, und damit Schwester Rogers von Sizilien gewesen. Sie hätte starken Einfluss auf ihren Mann ausgeübt, ohne dass der Autor eine Quelle für diese Mutmaßung angibt. Sie sei 40 Tage nach ihrem Ehemann in seiner Gruft beigesetzt worden, also bereits 1229. Folgt man, so Molmenti, hingegen der Cronaca Altinate, so zog sich der Doge mit seiner Familie in den Familienpalast zurück und überantwortete seiner Frau die Verantwortung für sein Erbe. Danach habe er noch 18 Tage gelebt, um dann im Grabmal seines Vaters auf San Giorgio Maggiore beigesetzt zu werden.
Nach Molmenti lebte die Dogaressa noch im Oktober 1231, als Tommaso Contarini von Santa Maria Formosa und Stefano Barbaro von Santo Stefano, nach Verlesen von Pietro Zianis Testament aus dem Jahr 1228 erklärten, dass das Erbe des Dogen von der Dogaressa Costanza und Don Paolo, Abt von San Giorgio Maggiore, verwaltet werden sollte.
Marco Pozza vertritt in seinem Artikel zu Pietro Ziani die Ansicht, seine erste Frau sei ‚wahrscheinlich‘ erst 1221 gestorben, so dass Constanze Hauteville nur maximal acht Jahre Dogaressa gewesen sein kann.